# Jessie Daniels (álbum)
Jessie Daniels es el álbum debut de la cantante y actriz Jessie Daniels. Fue lanzado el 6 de junio de 2006 a través de Midas Records. Fue producido por Scott David & Jeff Rothschild y contó con cuatro sencillos del cual Everyday es el principal.

## Lista de canciones
1. The Noise (I. Eskelin; J. Daniels; S. Davis) – 3:01
2. Everyday (A. Davis; J. Daniels; S. Davis) – 3:23
3. Hold Me Now (J. Daniels; S. Davis; S. Mizell) – 4:00
4. Next To You (S. Davis; S. Mizell) – 2:41
5. What I Hear (J. Daniels; S. Davis; S. Krippayne) – 3:57
6. Hello/Goodbye (I. Eskelin; J. Daniels; S. Davis) – 3:02
7. Stand Out (J. Daniels; J. Ingram; S. Davis) – 4:03
8. What Happened To Me (J. Daniels; S. Davis) – 4:11
9. Human Being (B. Mayes; J. Daniels; S. Davis; S. Mizell) – 4:12
10. Letting Me Go (Becca Mzell; S. Davis) – 3:17
11. It's No Wonder (S. Davis) – 4:32
12. Hold Me Now (Remix ft Tom Pellerin) (I. Eskelin; J. Daniels; S. Davis) – 3:42

## Sencillos
- Everyday
- The Noise
- What I Hear
- Hello/Goodbye

- Datos: Q6187665